# Штейнберг, Дмитрий Сергеевич
Дмитрий Сергеевич Штейнберг (23 февраля [8 марта] 1910, Пермь — 8 августа 1992, Екатеринбург) — советский геолог, петрограф, профессор, специалист в области геологии, петрологии и формационного анализа магматических пород Урала, заслуженный деятель науки РСФСР (1991).

## Биография
Родился 8 марта 1910 года в Перми в семье металловеда Сергея Самуиловича Штейнберга. Внук психиатра С. И. Штейнберга.
Окончил Уральский горный институт (1930), горный инженер-геолог; кандидат геолого-минералогических наук (1939), доктор геолого-минералогических наук (1965).
В 1930—1934 годах — геолог в Златоусте, Троицке, на Южном Урале. В 1934—1957 годах — работал в Уральском горном институте, где руководил созданной им кафедрой петрографии: доцент (1940—1945), заведующий кафедрой (с 1945).
Участник Великой Отечественной войны.
В 1946—1956 годах руководил геолого-съёмочными и исследовательскими работами по изучению железорудных районов Урала, в том числе и Златоустовского.
С 1957 года работал в Институте геологии и геохимии имени А. Н. Заварицкого УрО РАН (до 1962 Горно-геологический институт УФАН СССР, до 1966 — Институт геологии), заведующий лабораторией петрографии.
Скончался 8 августа 1992 года в Екатеринбурге. Похоронен на Восточном кладбище.

## Членство в организациях
Был председателем Уральской региональной петрографической комиссии и председателем Комиссии по магматическим формациям Петрографического комитета АН СССР.